# 仁宗 (西夏)
仁宗（じんそう）は、西夏の第5代皇帝。諱は仁孝。崇宗の次男。兄は李仁愛。弟は李仁友（襄宗の父）。

## 生涯
その治世は金との友好な関係の下、漢人の大臣を登用するなど文化政策に力を注いだ。その結果国内に学校を整備し教育を行い、また科挙を実施して人材登用を進めた。さらに儒教に対しては孔子廟を改修し、仏教ではチベットより僧を招き、多くの仏典を出版させた。この他に翰林学士院を設置して実録を記録させたほか、『新律』や『天盛年改新定律令』と礼楽や律令の整備にも尽力した。
これらの政策は結果として軍事力の軽視につながり、治世晩年は対外戦争で敗戦が続くようになった。また外戚の台頭も認められ、西夏はこれ以降国勢を衰退させていくこととなる。